# یواس‌اس آزادی (آی‌دی-۳۰۲۴)
یواس‌اس آزادی (آی‌دی-۳۰۲۴) (به انگلیسی: USS Freedom (ID-3024)) یک کشتی بود که طول آن ۱۲۴٫۶۹ متر (۴۰۹ فوت ۱ اینچ) بود. این کشتی در سال ۱۸۹۴ ساخته شد.